# More uxorio
More uxorio (/mɔre ukˈsɔrjo/) è una locuzione latina, il cui significato è: "secondo il costume (mōre) matrimoniale (uxōrio)".
L'etimologia di questa espressione viene dal latino:
- Mos - Moris: costume, uso, consuetudine, stile di vita, abito, usanza (radice del termine italiano morale);
- Uxor - Uxoris: coniuge, consorte, moglie.

In italiano diventa una locuzione avverbiale, che può significare:
- come marito e moglie;
- di due persone che, pur non essendo sposate, convivono.

Ad esempio: "vivere (o convivere) more uxorio" cioè "vivere (o convivere) come sposi".
In ambito giuridico designa la famiglia di fatto.
A questo proposito, nel 2012 la Corte d'appello di Milano ha sancito che nella nozione legale di "conviventi more uxorio" rientrano anche le coppie omosessuali, per le quali vale "il diritto a un trattamento omogeneo a quello assicurato dalla legge alla coppia coniugata". L'anno successivo, la Corte di cassazione ha riconosciuto al convivente more uxorio una tutela possessoria sull'abitazione dove si svolge la vita familiare comune. Il convivente, infatti, non può essere estromesso dalla casa familiare del partner (anche se proprietario dell'immobile) senza un congruo termine di preavviso.